# Burg Gut-Krenkingen
Die Burg Gut-Krenkingen, auch Gutkrenkingen und Schnörringen genannt, ist eine abgegangene Höhenburg vom Typus einer Turmhügelburg (Motte) auf einer 558 m ü. NN hohen Hochfläche 800 Meter nordöstlich vom Ortsteil Dietlingen der Gemeinde Weilheim nahe der Stadt Waldshut-Tiengen im Landkreis Waldshut in Baden-Württemberg.
Die Burg wurde Anfang des 12. Jahrhunderts erbaut, wurde nach 1275 zerstört und verfiel. Von der ehemaligen Mottenanlage sind noch Reste eines Burggrabens und des Burghügels erhalten.